# 知雷州军事黄勋公墓
知雷州军事黄勋公墓，位于中国广东省湛江市雷州市白沙镇邦塘村，为湛江市雷州市的一个市级文物保护单位，类型为古墓葬，公布时间为1994年9月13日。
知雷州军事黄勋公墓的历史年代为南宋。